# 阿爾貝什蒂鄉 (穆列什縣)
commune 46°14′N 24°51′E / 46.233°N 24.850°E
阿爾貝什蒂鄉（羅馬尼亞語：Comuna Albești, Mureș），是羅馬尼亞的鄉份，位於該國中部，由穆列什縣負責管轄，面積110平方公里，海拔高度368米，2007年人口5,696，人口密度每平方公里52人。